# Olof Theodor Hultberg
Olof Theodor Hultberg, född 23 juli 1806 i Bröda i Allerums socken, död 1841 i Stockholm, var en svensk jurist.
Hultberg blev tillförordnad stadsnotarie i Landskrona 1826, avlade juristexamen 1829, blev vice häradshövding i hovrätten över Skåne och Blekinge 1832 och blev häradshövding 1837. Hultberg blev tillförordnad polismästare i Stockholm 1838 och tjänstgjorde som polischef under crusenstolpska kravallerna det året. Därvid blev han mycket kritiserad och tio åtal väcktes mot honom för brott i tjänsten. Året därpå avskedades han och begick självmord på Serafimerlasarettet 1841.